# Жонзак
 Тази статия е за града във Франция.  За окръга вижте Жонзак (окръг).  За кантона вижте Жонзак (кантон).
Жонза̀к (на френски: Jonzac Fr-Paris--Jonzac.ogg) е град в западна Франция, административен център на окръг Жонзак и кантон Жонзак в департамента Шарант Маритим на регион Нова Аквитания. Населението му е около 3500 души (2015).
Разположен е на 26 метра надморска височина в Аквитанската низина, на 24 километра североизточно от брега на Жиронд и на 29 километра южно от Коняк. Селището съществува през IX век като манастирско владение, а през XVI-XVII век средище на хугенотите. Днес то е местен административно-търговски център с важна роля на туризма, лозарството и производството на коняк.

## Известни личности
Родени в Жонзак
- Жан Иполит (1907 – 1968), философ